# Westheim (Landkreis Weißenburg-Gunzenhausen)

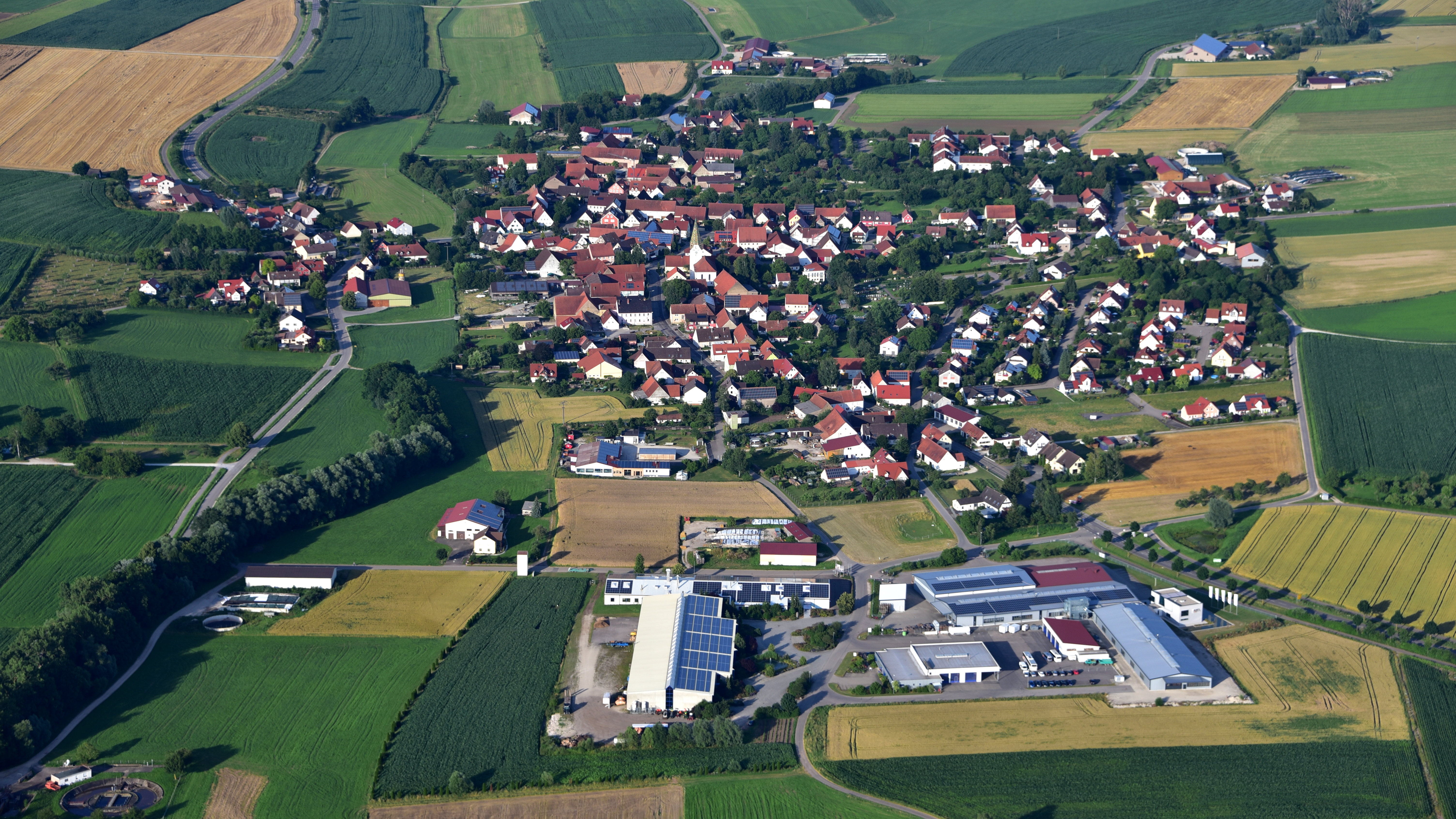
Westheim, Luftaufnahme (2016)

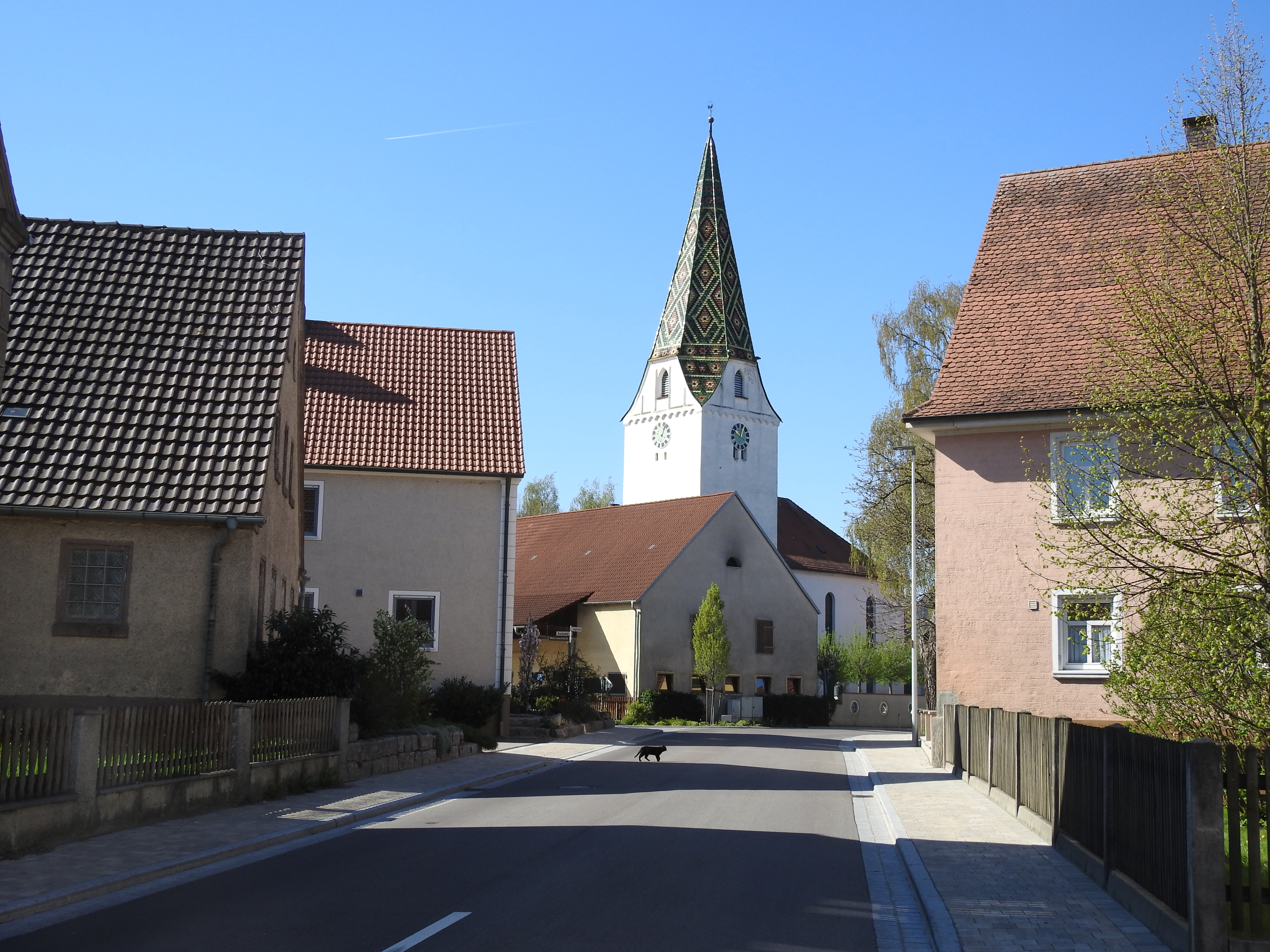
Die Hauptstraße in Westheim mit der Pfarrkirche St. Pankratius

Westheim ist eine Gemeinde im mittelfränkischen Landkreis Weißenburg-Gunzenhausen. Die Gemeinde ist Mitglied der Verwaltungsgemeinschaft Hahnenkamm.

## Geografie

### Lage
Westheim liegt im Westen des Landkreises Weißenburg-Gunzenhausen in der Region Westmittelfranken, rund 14 Kilometer Luftlinie südwestlich von Gunzenhausen und nahe dem Mittelgebirge Hahnenkamm, einem Höhenzug der Fränkischen Alb. Größere Orte in der Nähe sind Wassertrüdingen (6 km) und Oettingen (7 km). Der Bruckbach, ein Nebenfluss der Wörnitz, durchfließt den Ort. Ein weiteres Gewässer auf dem Gebiet der Gemeinde ist der Lothbach; besonders im Norden gibt es zahlreiche Gräben und kleine Bachläufe. Südwestlich befindet sich das Naturschutzgebiet Auwald bei Westheim. Im Auwald liegt der westlichste Punkt des Landkreises Weißenburg-Gunzenhausen. Westheim liegt direkt auf dem 49. Breitengrad.

### Nachbargemeinden
Die Nachbargemeinden sind:
| Wassertrüdingen                       | Gnotzheim, Wassertrüdingen                  | Heidenheim |
| Wassertrüdingen, Auhausen, Hainsfarth | Kompassrose, die auf Nachbargemeinden zeigt | Heidenheim |
| Hainsfarth                            | Hainsfarth, Polsingen,                      | Heidenheim |

### Gemeindegliederung
Es gibt fünf Gemeindeteile (in Klammern ist der Siedlungstyp angegeben):
- Hüssingen (Pfarrdorf)
- Ostheim (Pfarrdorf)
- Pagenhard (Weiler)
- Roßmeiersdorf (Dorf)
- Westheim (Pfarrdorf)

Es gibt auf dem Gemeindegebiet die Gemarkungen Hüssingen, Ostheim und Westheim. Die Gemarkung Westheim hat eine Fläche von 12,201 km². Sie ist in 1471 Flurstücke aufgeteilt, die eine durchschnittliche Flurstücksfläche von 8294,02 m² haben. In ihr liegen neben dem namensgebenden Ort die Gemeindeteile Pagenhard und Roßmeiersdorf.

## Geschichte

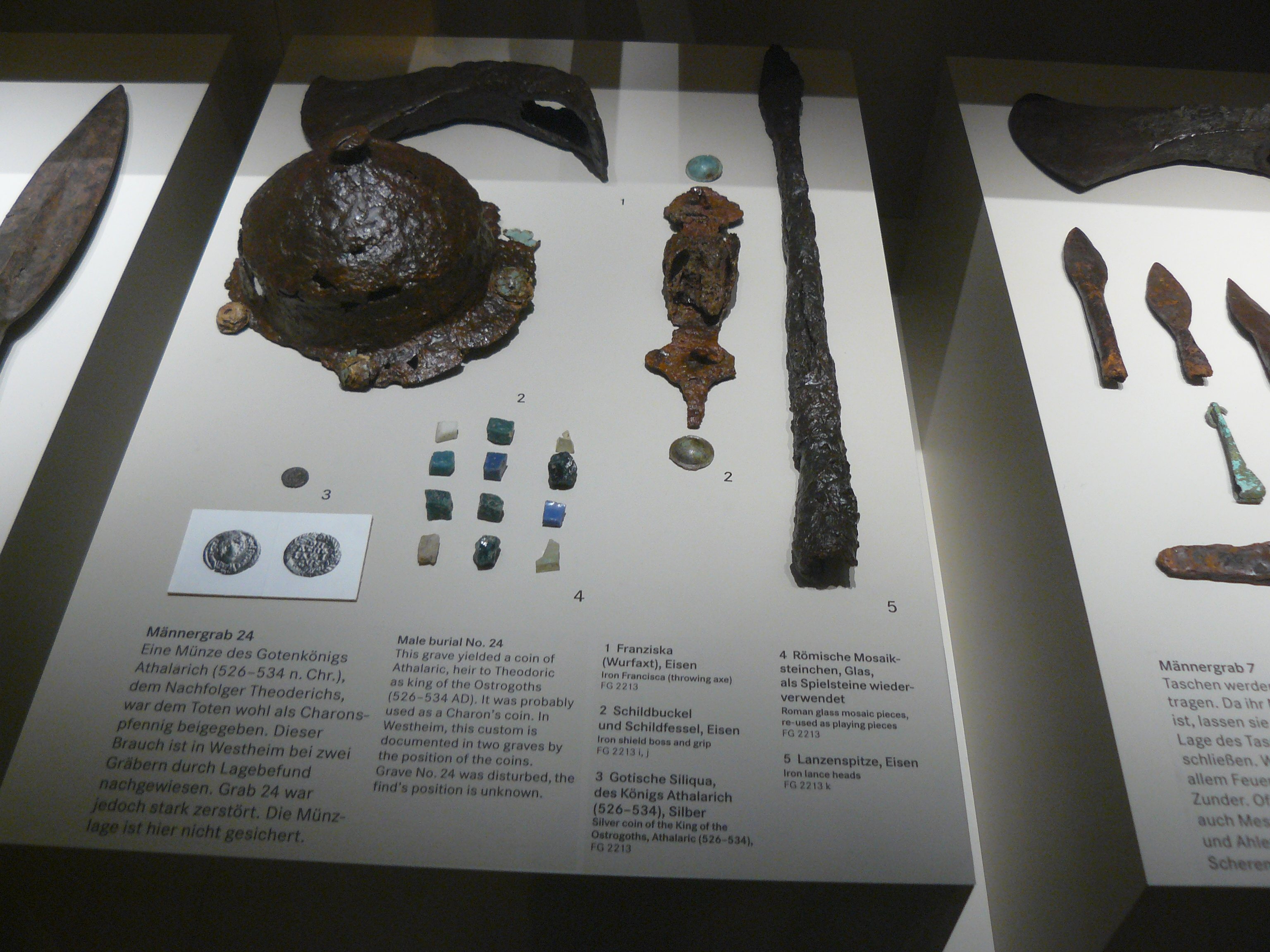
Männergrab (Nr. 24) aus dem Gräberfeld von Westheim mit Franziska, Schild-Buckel und Griff, Lanzenspitze, Münze des Gotenkönigs Athalarich (526–534) und römischen Mosaiksteinchen (Germanisches Nationalmuseum, Nürnberg)

### Bis zur Gemeindegründung
In der „Mehlbuck“ wurde eines von drei frühmerowingischen Gräberfeldern innerhalb der Gemarkung Westheims entdeckt. Es gilt oft als frühester Nachweis der Franken in Mittelfranken. Das Gräberfeld stand allerdings sicher nicht in direktem Zusammenhang mit dem heutigen Ort Westheim, sondern mit einer Siedlung im Bereich des höher gelegenen Geländes über der Flussniederung, wo sich die zwei alten Römerstraßen Geilsheim-Hüssingen und Gunzenhausen-Nördlingen kreuzten. Die ursprünglich über 250 Gräber beinhalten Männer-, Frauen- und Kinderbestattungen sowie zwei Pferdebestattungen. Das Gräberfeld wurde spätestens vom Beginn des 6. Jahrhunderts (um 520–530) bis mindestens in die zweite Hälfte des 7. Jahrhunderts benutzt. Anschließend scheint der Ort wüstgefallen zu sein, bevor die Beigabensitte in Süddeutschland endet. Auffällig ist die hohe Zahl typisch fränkischer Waffen wie Franziska und Ango sowie die neun Münzgräber. Darunter waren drei römische Denare aus dem 3. Jahrhundert und fünf gotische Halb-Siliquen von Athalarich, Witiges und Totila, die vermutlich als Charonspfennige dienten.
Weiterhin wurden am Ortsrand von Westheim die Überreste einer kleinen frühmittelalterlichen Kirche entdeckt. Sie wurde um das Jahr 600 gebaut und stellt damit zusammen mit der Sola-Basilika in Solnhofen eine der ältesten Kirchen der Region dar. Mittlerweile wurde eine Rekonstruktion der Kirche errichtet, die besichtigt werden kann. Um die Kirche befand sich einst wohl die Siedlung, zu der das Gräberfeld gehört haben dürfte. Mit der Einrichtung eines Königshofes in Westheim verlor die ältere Siedlung jedoch an Bedeutung und wurde schließlich zugunsten der Siedlung um die Kirche St. Pankratius aufgegeben.
Westheim gehörte zum 1792 von Preußen erworbenen Fürstentum Ansbach, das ab 1500 zum Fränkischen Reichskreis gehörte. Mit der Rheinbundakte 1806 kam der Ort zum Königreich Bayern. Im Zuge der Verwaltungsreformen in Bayern entstand mit dem Gemeindeedikt von 1818 die heutige Gemeinde.

### Eingemeindungen
Im Zuge der Gebietsreform in Bayern wurden am 1. Mai 1978 die Gemeinden Hüssingen und Ostheim eingegliedert.

### Einwohnerentwicklung
Ort Westheim
| - 1910: 0661 Einwohner - 1933: 0631 Einwohner - 1939: 0572 Einwohner | - 1961: 0625 Einwohner - 1970: 0594 Einwohner - 2008: 0978 Einwohner |

Gemeinde Westheim (heutiges Gemeindegebiet)
| Jahr      | 1961 | 1970 | 1987 | 1991 | 1995 | 2000 | 2005 | 2010 | 2015 | 2020 |
| --------- | ---- | ---- | ---- | ---- | ---- | ---- | ---- | ---- | ---- | ---- |
| Einwohner | 1339 | 1246 | 1208 | 1243 | 1254 | 1230 | 1189 | 1152 | 1141 | 1178 |

## Politik

### Gemeinderat
Dem Gemeinderat gehören zwölf Mitglieder an. Sie verteilen sich wie folgt auf die einzelnen Wählergemeinschaften:
| Partei / Liste               | 2020 | 2020  | 2014 | 2014  |
| Partei / Liste               | %    | Sitze | %    | Sitze |
| ---------------------------- | ---- | ----- | ---- | ----- |
| Wählergemeinschaft Westheim  | 46,8 | 6     | 43,2 | 5     |
| Ostheimer Bewerber           | 28,2 | 3     | 31,7 | 4     |
| Wählergemeinschaft Hüssingen | 25,0 | 3     | 25,1 | 3     |
| Wahlbeteiligung (in %)       | 79,1 | 79,1  | 81,3 | 81,3  |

### Bürgermeister
| Bürgermeister      | Wahljahr | Stimmanteil |
| ------------------ | -------- | ----------- |
| Herbert Weigel     | 2020     | 59,7 %      |
| Helmut Schindler   | 2014     |             |
| Günther Oberhauser | vor 2015 |             |

Im Jahr 2020 wurde Herbert Weigel, ehemals 2. Bürgermeister, mit 59,7 % der Stimmen zum Bürgermeister gewählt.

### Wappen
Die Gemeinde Westheim führt seit dem 26. Juli 1965 ein eigenes Wappen.
| Wappen von Westheim | Blasonierung: „In Schwarz ein stehender, silbern gekleideter Bauer, der in der Rechten nach unten ein silbernes Schwert, in der Linken nach oben eine silberne Fahne mit rotem Bundschuh hält.“ |
| Wappen von Westheim | Wappenbegründung: Der Bauer mit der Bundschuhfahne erinnert an den Bauernkrieg von 1525 und hebt die Rolle von Westheim als Zentrum des Aufstands hervor. Aus Westheim stammte ein Bauernhauptmann, der gegen die Truppen der Markgrafen kämpfte. Die Farben Silber und Schwarz weisen auf die einstige Zugehörigkeit zum Fürstentum Ansbach hin. |

## Wirtschaft und Infrastruktur

### Wirtschaft einschließlich Land- und Forstwirtschaft
Die Gemeindesteuereinnahmen betrugen im Jahr 2020 umgerechnet 1.234.000 Euro, davon waren umgerechnet 398.000 Euro (netto) Gewerbesteuereinnahmen.
Im Jahr 2020 gab es nach der amtlichen Statistik in der Land- und Forstwirtschaft neun sozialversicherungspflichtig Beschäftigten am Arbeitsort. In sonstigen Wirtschaftsbereichen waren am Arbeitsort 181 Personen sozialversicherungspflichtig beschäftigt. Sozialversicherungspflichtig Beschäftigte am Wohnort gab es insgesamt 511. Im verarbeitenden Gewerbe gab es zwei, im Bauhauptgewerbe einen Betrieb. Im Jahr 2016 bewirtschafteten 42 landwirtschaftliche Betriebe eine landwirtschaftlich genutzten Fläche von insgesamt 1850 Hektar, davon waren 1357 Hektar Ackerfläche und 485 Hektar Dauergrünfläche.

### Verkehr
Westheim wird von der Bundesstraße 466 von Gunzenhausen nach Nördlingen durchquert. Die Kreisstraße WUG 30 führt nach Hüssingen, eine Gemeindeverbindungsstraße nach Auhausen.

### Bildung
Im Jahr 2021 gab es folgende Einrichtungen:
- eine Kindestageseinrichtung: 62 genehmigte Plätze mit 52 betreuten Kindern

## Persönlichkeiten
- Johann Christoph Schuster (1759–1823), Uhrmacher und Rechenmaschinen-Konstrukteur
- Gustav Baist (1824–1914), evangelischer Pfarrer, Gründer mehrerer Raiffeisenkassen in Mittelfranken
- Therese Stählin (1839–1928), Oberin der Diakonissenanstalt Neuendettelsau
- Georg Bachmann (1885–1971), Politiker, Reichstagsabgeordneter, Präsident des Bayerischen Raiffeisenverbandes
- Wilhelm Bachmann (1895–1969), Politiker der CSU
- Rudolf Bachmann (1925–1998), Politiker der CSU